# L'Armata Rossa e la disfatta italiana (1942-43)
L'Armata Rossa e la disfatta italiana (1942-43) è un saggio di Giorgio Scotoni, dal sottotitolo L'annientamento dell'ARMIR sul Medio e l'Alto Don negli inediti dei comandi sovietici, edito da Panorama di Trento nel luglio 2007. Tratta delle vicende che videro le forze armate dell'Italia fascista impegnate sul fronte russo, lungo il fiume Don, durante la seconda guerra mondiale, analizzate dal punto di vista dei documenti d'archivio e della storiografia sovietica.